# Língua dargínica
O dargínico ou dargwa (дарган мез) é uma língua caucasiana do nordeste da família daguestânica, falada pelos dargins do Daguestão. Seu número de falantes em 1989 era de 315.000, divide-se em três dialetos:
- Urakhi ou Khürkili ou gäwa, falado pelos pastores das planícies altas
- Tzudakhar, falado pelos artesãos e comerciantes das planícies
- Akusha, mais diferenciado e base da língua literária, usada pelos kubatxis e kaytags. Mas a forte influência russa, azeri e kumyk faz com que muitos sejam bilíngües.

## Literatura
O ensino primária faz-se em dargínico e o secundário em russo. A literatura é recente, já que as primeiras obras remontam-se no final do século XIX, com Omarla Batyrai (1831-1910), autor dos ciclos poéticos Dailuti, que não foram publicados até 1928, a literatura soviética tem alguns autores destacados como Ahmedrakhman Abu Baker (1931) com as novelas Temir Bulat (1957), Noivas darguines (1962) e Nureddin das mãos de ouro (1928) e o poeta nacional Rashid Rashidov (1928) com Adamti (1965).

## Escrita
Inicialmente o dargínico escrevia-se em alfabeto árabe, modificado em 1920 (nove adjem), mas em 1928 foi substituído pelo alfabeto latino, e o 1938 pelo cirílico. Segundo o censo russo de 2002, havia 429 347 falantes do dargínico no Daguestão, 7 188 na Calmúquia, 1 620 na Khântia-Mânsia, 680 na Chechênia, e centenas em outras partes de Rússia.
1. ↑  Consonant Systems of the Northeast Caucasian Languages on TITUS DIDACTICA